# Ришкани
Ришкани (молд. Рышкань, рус. Рышканы) је град и седиште Ришканског рејона, у Молдавији. Град се налази на обали реке Копачанке, око 22 km од станице у Дрокији.

## Историја
За време Совјетског Савеза, у граду је постојало неколико фабрика, државна агротехничка школа и поља дувана. У јануару 2011, град је имао 14,400 становника.

## Међународни односи
Ришкани је побратимљен са:
- Наводари, Румунија